# Let's Talk About Love (álbum)
Let's Talk About Love é o primeiro álbum de estúdio japonês do cantor sul-coreano Seungri, mais conhecido pelo nome artístico V.I no Japão. O álbum foi lançado pela YGEX em 9 de outubro de 2013 e alcançou a primeira posição na parada diária da Oricon Albums Chart.

## Lançamento
Let's Talk About Love foi lançado na edição padrão em formato CD, contendo três faixas bônus e totalizando quinze canções. Além disso, outras edições incluíram CD+DVD, CD+DVD+livro de fotos e playbutton. O álbum inclui versões em língua japonesa de canções lançadas previamente por Seungri de seus dois extended plays (EPs) coreanos, Let's Talk About Love (2013) e V.V.I.P (2011).
Sua lista de faixas possui ainda a canção inédita "The Feelings Painted In The Sky", utilizada mais tarde como trilha sonora de seu drama japonês Yubikoi ～Kimini Okuru Message～.

## Lista de faixas
| Let's Talk About Love – Edição padrão |                                                                     |                                   |                                                              |                            |         |  |
| N.º                                   | Título                                                              | Letras                            | Música                                                       | Arranjos                   | Duração |  |
| 1.                                    | "Intro (Let's Talk About Love)" (僕を見つめて)                      | Seungri "V.I", Sunny Boy          | Seungri, Ham Seung-Chun, Ukjin Kang, G-Dragon, Taeyang "Sol" | Ham Seung-Chun, Ukjin Kang | 1:50    |  |
| 2.                                    | "Gotta Talk To U" (僕を見つめて)                                    | Seungri "V.I", Yamamoto Chengmei  | Seungri "V.I", Ham Seung-Chun, Ukjin Kang                    | Ham Seung-Chun, Ukjin Kang | 3:35    |  |
| 3.                                    | "GG Be" (com participação de Jennie Kim)                            | Seungri "V.I", Sunny Boy          | Ukjin Kang, Seungri "V.I", P.K                               | P.K                        | 3:37    |  |
| 4.                                    | "Come To My" (アイなんていらない)                                   | Seungri "V.I", Yamamoto Chengmei  | Seungri "V.I", P.K                                           | P.K                        | 3:37    |  |
| 5.                                    | "You Hoooo!!!"                                                      | Seungri "V.I", Sunny Boy          | Seungri "V.I", Ham Seung-Chun, Ukjin Kang                    | Ham Seung-Chun, Ukjin Kang | 3:39    |  |
| 6.                                    | "Love Box"                                                          | Seungri "V.I", RJ Project         | Seungri "V.I", Ham Seung-Chun, Ukjin Kang                    | Ham Seung-Chun, Ukjin Kang | 3:27    |  |
| 7.                                    | "Strong Baby"                                                       | G-Dragon, Bae Jin Yeol, Sunny Boy | G-Dragon, Bae Jin Yeol                                       | Bae Jin Yeol               | 3:46    |  |
| 8.                                    | "V.V.I.P"                                                           | Seungri "V.I", Sunny Boy          | P.K, Dee. P                                                  | P.K, Dee. P                | 3:38    |  |
| 9.                                    | "I Know" (com participação de May J.)                               | Seungri "V.I", Shoko Fujibayashi  | Seungri "V.I", P.K, Dee. P                                   | P.K                        | 3:25    |  |
| 10.                                   | "Magic"                                                             | Seungri "V.I", RJ Project         | Seungri "V.I", Choice37                                      | Choice37                   | 3:18    |  |
| 11.                                   | "White Love"                                                        | Seungri "V.I", Yamamoto Chengmei  | Seungri "V.I", P.K                                           | P.K                        | 3:44    |  |
| 12.                                   | "The Feelings Painted In The Sky" (空に描く思い; Sora ni Kaku Omoi) | Seungri "V.I", Yamamoto Chengmei  | Seungri "V.I", P.K                                           | P.K                        | 3:44    |  |

| Let's Talk About Love – Edição padrão (faixas bônus) |                                                                             |                                        |                                           |                            |         |  |
| N.º                                                  | Título                                                                      | Letras                                 | Música                                    | Arranjos                   | Duração |  |
| 13.                                                  | "What Can I Do?"                                                            | Seungri "V.I"                          | Seungri, Bigtone, P.K                     | P.K                        | 3:37    |  |
| 14.                                                  | "Let`s Talk About Love (Kor Ver.)" (com participação de G-Dragon e Taeyang) | Seungri "V.I", G-Dragon, Taeyang "Sol" | Seungri "V.I", Ham Seung-Chun, Ukjin Kang | Ham Seung-Chun, Ukjin Kang | 3:24    |  |
| 15.                                                  | "Gotta Talk To U (Hard Remix Ver.)"                                         | Seungri "V.I"                          | Seungri "V.I", Ham Seung-Chun, Ukjin Kang | Ham Seung-Chun, Ukjin Kang | 4:43    |  |
| Duração total:                                       | Duração total:                                                              | Duração total:                         | Duração total:                            | Duração total:             | 52:48   |  |

| Conteúdo bônus em DVD – Edição CD+DVD |                                                                  |         |  |
| N.º                                   | Título                                                           | Duração |  |
| 1.                                    | "Gotta Talk To U (僕を見つめて)" (Vídeo musical versão japonesa) |         |  |
| 2.                                    | "Gotta Talk To U" (Vídeo musical versão coreana)                 |         |  |
| 3.                                    | "Strong Baby" (Vídeo musical versão coreana)                     |         |  |
| 4.                                    | "V.V.I.P" (Vídeo musical versão coreana)                         |         |  |
| 5.                                    | "What Can I Do" (Vídeo musical versão coreana)                   |         |  |
| 6.                                    | "Making of de "Let`s Talk About Love""                           |         |  |
| 7.                                    | "Music On! TV『M-ON! Special V.I (from Big Bang) Documentary』"  |         |  |

## Desempenho nas paradas musicais
Após o seu lançamento no Japão, Let's Talk About Love atingiu o topo da parada diária da Oricon Albums Chart, obtendo vendas de 14,509 mil cópias. Mais tarde, o álbum posicionou-se em número quatro em sua respectiva parada semanal, adquirindo vendas de 19,958 mil cópias. 

### Posições
| Paradas (2013)                           | Melhor posição |
| ---------------------------------------- | -------------- |
| Japão (Billboard Japan Top Albums Sales) | 8              |
| Japão (Oricon Daily Albums Chart)        | 1              |
| Japão (Oricon Weekly Albums Chart)       | 4              |

## Histórico de lançamento
| Região | Data                 | Formato                     | Gravadora | Edição             |
| ------ | -------------------- | --------------------------- | --------- | ------------------ |
| Japão  | 9 de outubro de 2013 | CD CD+ DVD download digital | YGEX      | Padrão, playbutton |